# Walgreen Peak
Der Walgreen Peak ist ein 570 m hoher und markanter Berg im westantarktischen Marie-Byrd-Land. In den Ford Ranges bildet er den nordwestlichen Ausläufer der Sarnoff Mountains.
Wissenschaftler der United States Antarctic Service Expedition (1939–1941) unter der Leitung des Polarforschers Richard Evelyn Byrd kartierten ihn. Byrd benannte ihn nach dem US-amerikanischen Unternehmer Charles Rudolph Walgreen Jr. (1906–2007), Sohn des Gründers der Apothekenkette Walgreens sowie Vize-Präsident dieses Unternehmens von 1933 bis 1939, der gemälztes Milchpulver als Proviant für die Forschungsreise beigesteuert hatte.